# Куракін Олексій Борисович
Олексій Борисович Куракін (рос. Алексей Борисович Куракин; нар. 19 вересня 1759 — пом. 30 грудня 1829) — російський та український державний діяч, генерал-губернатор Гетьманщини (Малоросії, 1802—1807). Князь. Фаворит російських імператорів Павла І та Олександра І. Член Верховного кримінального суду над декабристами.

## Життєпис

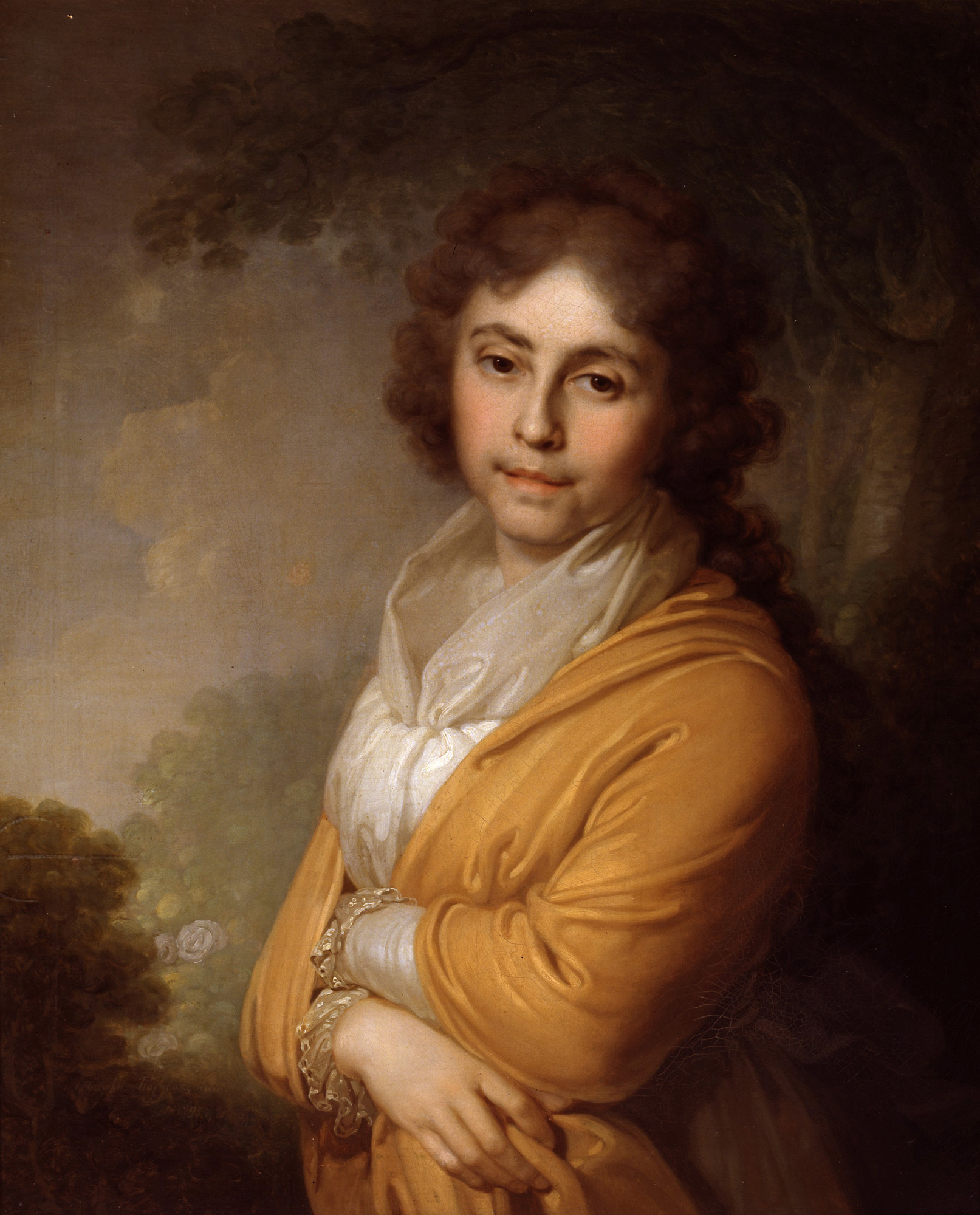
Портрет Наталії Іванівни Куракіної (1768—1831) пензля В. Л. Боровиковського. Олія, 1795

Рід Куракіних походить від литовського князя Гедиміна. Олексій Куракін — правнук Бориса Івановича Куракіна, свояк московського князя Петра Романова, внучатий племінник графа Паніна. Один з молодших синів гофмейстера Бориса Куракіна і Олени Апраксіної, доньки генерал-фельдмаршала Степана Апраксіна.  Його рідний брат Олександр виховувався разом з московським цесаревичем Павлом Петровичем, майбутнім імператором Павлом. У 1775-1776 роках навчався в Лейденському університеті. У 1777 отримав звання камер-юнкера. 
Знатність роду та великі зв'язки в значній мірі сприяли його стрімкій кар'єрі, вважають біографи Куракіна. У 1793 році стає камергером, в 1795 підвищено до таємного радника. 4 грудня 1796 року призначено генерал-прокурором; Через кілька днів, 19 грудня, отримав орден Св. Олександра Невського і обійняв посаду головного директора Асигнаційного банку. Будучи генерал-прокурором, зібрав «покладену комісію» — три книги законів кримінальних, цивільних і казенних справ, і відновив при Сенаті школу юнкерів із дворян на навчання їх правознавству. 5 квітня 1797 року стає дійсним таємним радником, а 19 грудня нагороджений орденом Андрія Первозванного. Проте потрапив у немилість імператора: 8 серпня 1798 року було відставлено з посади генерал-прокурора; призначено сенатором, що означало безумовне пониження, а невдовзі повністю відсторонено від справ. Його брат Олександр також потрапив у опалу.
За свідченням сучасників, Олексій Куракін був гордий і гордовитий, але водночас умів примітити і «прихистити» талановиту людину. Він першим звернув увагу на видатні здібності молодого М. М. Сперанського, майбутнього «світила російської бюрократії», взявши його у свої секретарі, а потім і в Сенатську канцелярію.

## Діяльність в Україні

### Соціальні новації
Куракін перебував на посаді генерал-губернатора анексованих гетьманських полків з 1802 року по 1807 рік — як раз по смерті останнього гетьмана України Кирила Розумовського. Працюючи у руслі імперських інтересів, він, тим не менше, прислужився значному соціальному розвитку України.
До заслуг діяльності О. Куракіна в Україні відносять:
- відкриття перших богоугодних закладів (лікарень), пологових притулків та богоділень в містах Малоросійської губернії;
- заборона жебракам просити милостиню на вулицях міста Полтави;
- перші щеплення проти віспи в Україні;
- відкриття перших державних аптек у Полтаві та Чернігові;
- будівництво каналу на р. Остер;
- складання перспективних планів і початок забудови не тільки губернських, але і повітових міст недавньої Гетьманщини;
- відкриття «будинків для виховання бідних шляхтичів», перших гімназій у Полтаві та Чернігові, першого технічного училища в Чернігові;
- створення в Полтаві міського саду, частину якого генерал-губернатор отримав від Семена Михайловича Кочубея, а іншу — купив сам і подарував місту;
- організація німецьких колоній на території лівобережної України — у Полтаві, Кременчуці та Костянтинограді, які мали надати промисловий досвід з виробництва сукна;

Фактично, Куракін став хорошим менеджером запитаних змін у системі охорони здоров'я, освіти, соціального захисту на Гетьманщині. Спирався у своїй діяльності на прогресивний громадських дух, притаманний козацькому середовищу анексованих територій.

### Куракінські теплиці
Генерал-губернатор любив техніку. У 1805 році створив у Полтаві теплицю, яка нагадувала сонячний колектор для нагріву води, але всередині були рослини та робоча зона. Хоча сонячного тепла надходило достатньо, але для холодного часу стояв ще й резервний опалювач — звичайна дров'яна піч. Там вирощували й лікарські рослини для забезпечення ним же відкритої державної аптеки в Полтаві.
До 1917 року в подібних теплицях масово вирощували цитрусові, виноград, ягоди, овочі, гриби та ін. Потім ця галузь енергонезалежного вирощування цінної та корисної продукції на багато років була забута. З 60-х років двадцятого століття теплична галузь набула бурхливого промислового розвитку, але з великими витратами енергії (на вирощування 1 кг овочів до 7 л умовного рідкого палива).

## Подальша доля
Після повернення до Росії, Куракін стає другим в історії міністром внутрішніх справ Російської Імперії (1807—1810 роки), змінивши на цій посаді уродженця Полтавського полку Війська Запорозького Віктора Кочубея. На цій посаді влаштував Головне правління мануфактур та заснував «Північну пошту» («Нову Санкт-Петербурзьку газету»). Працює також у Державній Раді.
З 1821 року голова Департаменту державної економії Державної Ради, а з 1826 року — канцлер Російських орденів, дійсний таємний радник 1-го класу. Член Верховного кримінального суду над декабристами.
Помер 1829 року, проживши 70 років.
Мав трьох дітей у шлюбі з Наталією Іванівною Головіною.
Похований у своєму маєтку Куракіно Малоархангельського повіту Орловської губернії.

## Цікавинки
- 1804 року Іван Петрович Котляревський написав «Пісню на Новий 1805 год пану нашому і батьку князю Олексію Борисовичу Куракіну». Попри дещо «сервілістичний»[2] сюжет, твір позначений яскравим народним гумором, а також має окремі елементи соціальної сатири.
- Олексій Борисович Куракін ймовірно став прототипом одного з основних героїв роману Льва Миколайовича Толстого «Війна і мир» князя Василя Сергійовича Куракіна. Біографічних збігів літературного та реального героя достатньо: час життя, загальний хід кар'єри при трьох самодержцях, членство в Неодмінній раді, три зірки, троє дітей, дочка Олена[3].